# Une partie de campagne
Une partie de campagne (Una salida al campo, 1936) es un mediometraje francés dirigido por Jean Renoir, basado en el relato de Guy de Maupassant, con el que Renoir hace un homenaje a su padre, el pintor impresionista Pierre Auguste Renoir. Sus cuadros son evocados en el filme, lo que provoca que confluya una reflexión dialéctica sobre las relaciones cine-pintura y sus operaciones de sentido. La película está protagonizada por Sylvia Bataille, Georges Darnoux y Jane Marken.

## Argumento
La acción ocurre un domingo de agosto de 1860. El señor Dufour (André Gabriello) ha decidido pasar el día festivo a orillas del río con su familia y el dependiente Anatole (Paul Temps), prometido de su hija Henriette (Sylvia Bataille). En un hostal coinciden con los bribones Henri (Georges D'Arnoux) y Rodolphe (Jacques B. Brunius), que miran con insistencia a Henriette y a su atractiva madre. Más tarde, los Dofour comen bajo la sombra de un cerezo. Mientras el marido y el dependiente echan la siesta, los bribones invitan a madre e hija a navegar en barca por el río. En una orilla, Rodolphe seduce a la señora Dofour (Jane Marken), y lo mismo hace Henri con Henriette.

## Contexto artístico e histórico
En verano de 1936, obligado por circunstancias que nunca fueron aclaradas, Jean Renoir no pudo acabar su película. Diez años más tarde, la montadora Marguerite Houllé aportó unas secuencias que se creían perdidas. Así sacó un mediometraje, más o menos la mitad de la película ideada inicialmente por Renoir. Aunque la película no estaba terminada, se podía identificar igualmente su esencia, y sobre todo su capacidad de recrear los cuadros impresionistas de su padre Pierre-Auguste Renoir. Como ejemplo de esto, la escena de Henriette de pie en un columpio está inspirada en el cuadro La balançoire (1876). De hecho, Renoir logra alcanzar el gran anhelo de los impresionistas: consigue captar a la perfección la fugacidad del tiempo y la vida. 

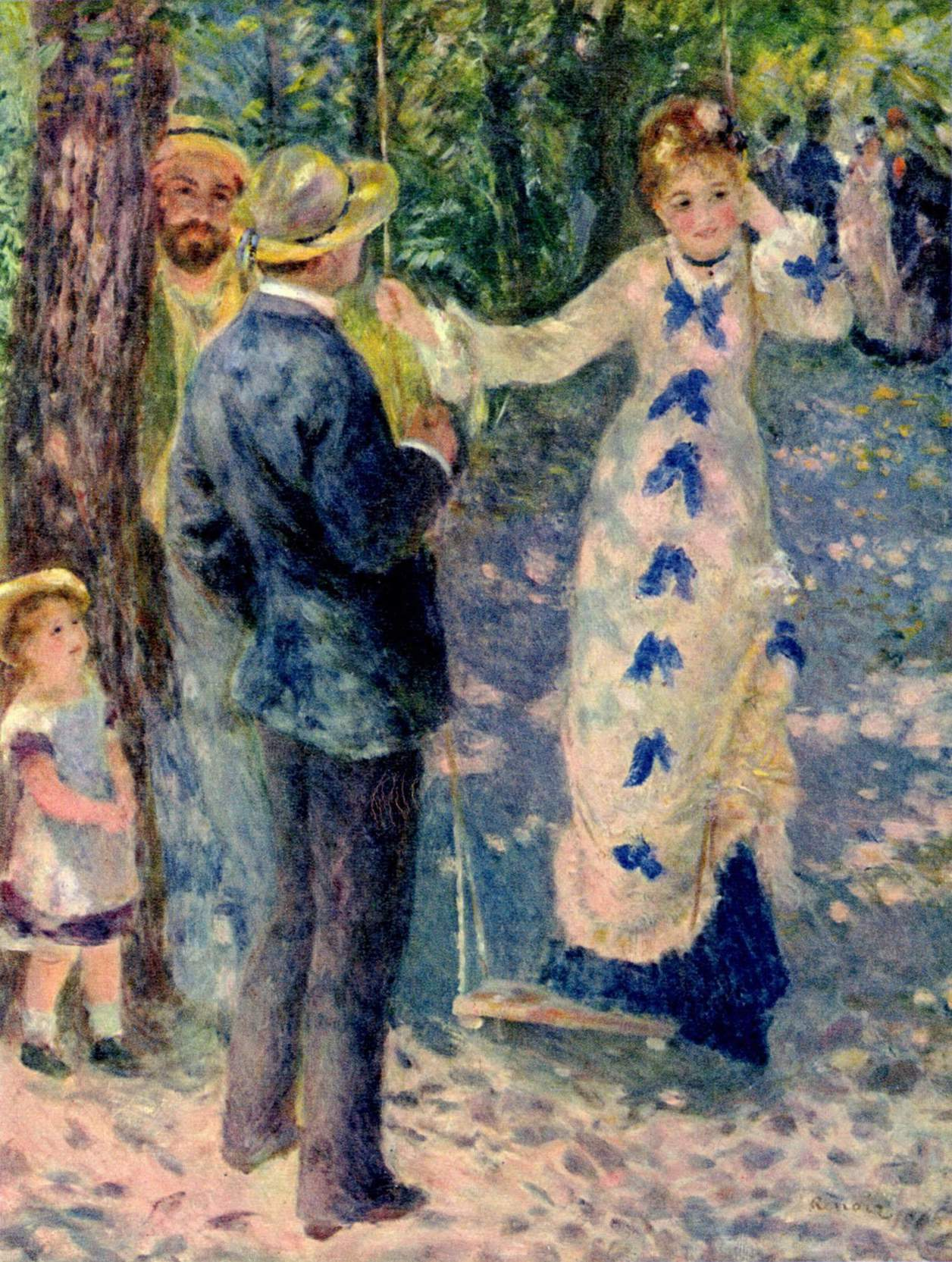
La balançoire, Pierre-Auguste Renoir

Teniendo de ayudantes de dirección a los jóvenes Jacques Becker y Luchino Visconti, el director francés sublima la previsión y la simplicidad para ingeniar una lírica, sensual y deliciosa salida al campo. A modo de alegoría de la vida y con un tono de comedia festiva y agridulce, Une partie de campagne se convierte en una película sugerente, fascinante y extraordinaria.

## Datos curiosos
- El niño que sale pescando desde el puente al comienzo de la película es hijo de Jean Renoir.[3]
- Une partie de campagne está incluida en el libro 1001 Movies You Must See Before You Die (1001 películas que hay que ver antes de morir) editado por Steven Jay Schneider.[3]
- El famoso fotógrafo francés Henri Cartier-Bresson trabajó en la película (con 28 años) como asistente del director Jean Renoir.[3]
- Aunque fue rodada en el verano de 1936, fue estrenada diez años más tardes y con una duración no superior a los cuarenta minutos.[3]